# SPIN OFF from TM
『SPIN OFF from TM』（スピン・オフ・フロム・ティーエム）は、日本の音楽ユニットTM NETWORKが2005年10月1日及び2007年9月12日にリリースした映像作品。

## メンバー
- 宇都宮隆：ボーカル・ギター
- 木根尚登：ギター・キーボード・コーラス

## サポートメンバー
- 葛城哲哉：ギター・コーラス
- 阿部薫：ドラムス
- 浅倉大介：キーボード

## ゲスト
- 貴水博之：accessのボーカル。『-2007 tribute LIVE III-』に特別出演。ただし、本編のDVDにはその箇所はカットされている。

## 解説
2003年に初めて「前夜祭」として行われた『tribute LIVE』シリーズ第2弾及び第3弾。「普段お目にかかれない曲も披露する」というコンセプトを持って、2005年に行われたシリーズ第2弾『-tribute LIVE 2005-』及び、本編とは別に日替わりコーナーとして入れ替わり曲ばかりを収録した『-8Song,and More.-』とを2005年10月1日に2枚同時リリース。2007年9月12日にはシリーズ第3弾『-2007 tribute LIVE III-』がリリースされた。なおいずれもこのシリーズのDVDは一般のCD・レコード店での取り扱いは無く、新星堂のみの独占販売となっている。
2020年秋の『tribute live SPIN OFF T-Mue-needs』開催決定を受けて、過去に発売した同シリーズのLIVE DVD全4タイトルBlu-ray化と、それを記念して、ニコ生にて「SPIN OFF from TM」ライブ映像の視聴会が4回実施され、宇都宮隆と木根尚登も生出演の予定であることが報じられた。
Blu-ray化タイトル:
- TM NETWORK tribute LIVE 2003
- SPIN OFF from TM -tribute LIVE 2005-
- SPIN OFF from TM -8songs,and more.-
- SPIN OFF from TM  2007-tribute LIVE III-

## 収録曲

### -tribute LIVE 2005-
2005年4月28日横浜BLITZにて行われたライブ映像を収録。
1. Bang The Gong
  - 作曲・編曲：小室哲哉
2. CASTLE IN THE CLOUDS
  - 作詞：小室みつ子　作曲：木根尚登　編曲：小室哲哉・吉田建
3. Jean Was Lonely
  - 作詞：坂元裕二　作曲・編曲：小室哲哉
4. 雨に誓って〜SAINT RAIN〜
  - 作詞：西門加里　作曲：小室哲哉・木根尚登　編曲：小室哲哉
5. クリストファー
  - 作詞：麻生香太郎　作曲：木根尚登　編曲：小室哲哉
6. This Night
  - 作詞・作曲・編曲：小室哲哉
7. 月はピアノに誘われて
  - 作詞：坂元裕二　作曲：木根尚登　編曲：久保こーじ
8. GIRLFRIEND
  - 作詞：小室みつ子　作曲：木根尚登　編曲：小室哲哉
9. YOUR SONG
  - 作詞：小室哲哉　作曲：小室哲哉・木根尚登　編曲：小室哲哉
10. TWINKLE NIGHT (あるひとりのロマンチストの生誕)
  - 作詞：西門加里　作曲・編曲：小室哲哉
11. Self Control (方舟に曳かれて)
  - 作詞：小室みつ子　作曲・編曲：小室哲哉
12. Be Together
  - 作詞：小室みつ子　作曲・編曲：小室哲哉
13. GET WILD '89
  - 作詞：小室みつ子　作曲：小室哲哉　編曲：ピート・ハモンド
14. DIVE INTO YOUR BODY
  - 作詞：小室みつ子　作曲・編曲：小室哲哉
15. ANOTHER MEETING
  - 作詞：木根尚登　作曲：宇都宮隆
16. You can Dance
  - 作詞：西門加里　作曲・編曲：小室哲哉

### -8songs,and more.-
日替わりコーナー曲集。
1. Still Love Her (失われた風景) (4月9日 Zepp Tokyo)
  - 作詞：小室哲哉　作曲：小室哲哉・木根尚登　編曲：小室哲哉
2. Maria Club (4月16日 Zepp Fukuoka)
  - 作詞：小室哲哉　作曲：小室哲哉・木根尚登　編曲：小室哲哉
3. ACCIDENT (4月21日 なんばHatch)
  - 作詞：松井五郎　作曲・編曲：小室哲哉
4. Human System (4月23日 Zepp Nagoya)
  - 作詞：小室みつ子　作曲・編曲：小室哲哉
5. Resistance (5月1日 Zepp Sendai)
  - 作詞：小室みつ子　作曲・編曲：小室哲哉
6. 1974 (16光年の訪問者) (5月4日 Zepp Sapporo)
  - 作詞：西門加里　作曲・編曲：小室哲哉
7. Beyond The Time (メビウスの宇宙を越えて (5月7日 Zepp Osaka)
  - 作詞：小室みつ子　作曲・編曲：小室哲哉
8. あの夏を忘れない (5月15日 Zepp Tokyoツアーファイナル)
  - 作詞：坂元裕二　作曲・編曲：小室哲哉
9. END ROLL
10. おまけワン
11. おまけニャン

### -2007 tribute LIVE III-
2007年6月8日NHKホールにて行われたライブ映像を収録。なお、この日と前日6月7日には、木根尚登ソロ、宇都宮隆ソロとの間に、サプライズゲストとしてaccessの貴水博之が登場し、浅倉大介とともに、翌月リリースされるアルバム『binary engine』からの新曲を披露した。また葛城哲哉のソロ、阿部薫のソロなど、サポートメンバーによる「出し物」が披露されているが、これらの模様は本編からカットされているため、当日ライブに行った人にしか観られない。
1. CHILDHOOD'S END
  - 作曲・編曲：小室哲哉
2. Take It To The Lucky (金曜日のライオン)
  - 作詞・作曲・編曲：小室哲哉
3. Dragon The Festival
  - 作詞・作曲・編曲：小室哲哉
4. PRESENCE
  - 作詞・作曲・編曲：小室哲哉
5. Come Back to Asia
  - 作詞：小室みつ子　作曲：木根尚登　編曲：小室哲哉
6. 君がいる朝
  - 作詞：小室みつ子　作曲：木根尚登　編曲：小室哲哉・吉田建
7. 君への道 (木根尚登ソロ)
  - 作詞・作曲：木根尚登　編曲：中村修司
8. DRASTIC MERMAID (access ※未収録)
  - 作詞：朝霧遥　作曲・編曲：AXS
9. 瞳ノ翼 (access ※未収録)
  - 作詞：井上秋緒　作曲・編曲：浅倉大介
10. GET ON YOUR EXPRESS (宇都宮隆ソロ)
  - 作詞：山本成美　作曲：木根尚登　編曲：木根尚登・溝口和彦
11. Time Passed Me By (夜の芝生)
  - 作詞：小室みつ子　作曲：木根尚登　編曲：小室哲哉
12. ネギがキライ (阿部薫ソロ ※未収録)
  - 作詞：山本成美・藤井徹貫　作曲：木根尚登　編曲：SORMA1号
13. SOLO〜ギタリストを撃つな! (葛城哲哉ソロ ※未収録)
  - 作詞：田口俊　作曲・編曲：葛城哲哉
14. We love the EARTH (Acoustic Ver.)
  - 作詞・作曲・編曲：小室哲哉
15. SECRET RHYTHM
  - 作詞・作曲・編曲：小室哲哉
16. COME ON EVERYBODY
  - 作詞・作曲・編曲：小室哲哉
17. Love Train
  - 作詞・作曲・編曲：小室哲哉
18. GET WILD '89
  - 作詞：小室みつ子　作曲：小室哲哉　編曲：ピート・ハモンド
19. Be Together
  - 作詞：小室みつ子　作曲・編曲：小室哲哉
20. Self Control (方舟に曳かれて)
  - 作詞：小室みつ子　作曲・編曲：小室哲哉
21. Just One Victory (たったひとつの勝利)
  - 作詞・作曲・編曲：小室哲哉
22. Children of the New Century
  - 作詞：小室みつ子　作曲・編曲：小室哲哉